# Coua coquereli
Il cua di Coquerel (Coua coquereli Grandidier, 1867) è un uccello della famiglia Cuculidae.
Il nome è un omaggio allo zoologo francese Charles Coquerel (1822-1867).

## Distribuzione e habitat
Questo uccello è endemico del Madagascar.